# Kobelco Construction Machinery
Kobelco Construction Machinery — подразделение японской многопрофильной корпорации Kobe Steel, Ltd, включающей металлургические, машиностроительные, риэлторские компании. Головная штаб-квартира компании находится в Токио.
Основная специализация Kobelco Construction Machinery — разработка и выпуск машин и механизмов для строительной, горной и дорожно-строительной отраслей: гидравлические гусеничные экскаваторы (массой от 0,95 до 48 тонн), мини-экскаваторы (от 0, 95 до 8,0 тонн), гидравлические пневмоколёсные краны (г/п до 51 т), а также гусеничные краны с решётчатыми стрелами (г/п до 800 т).

## История

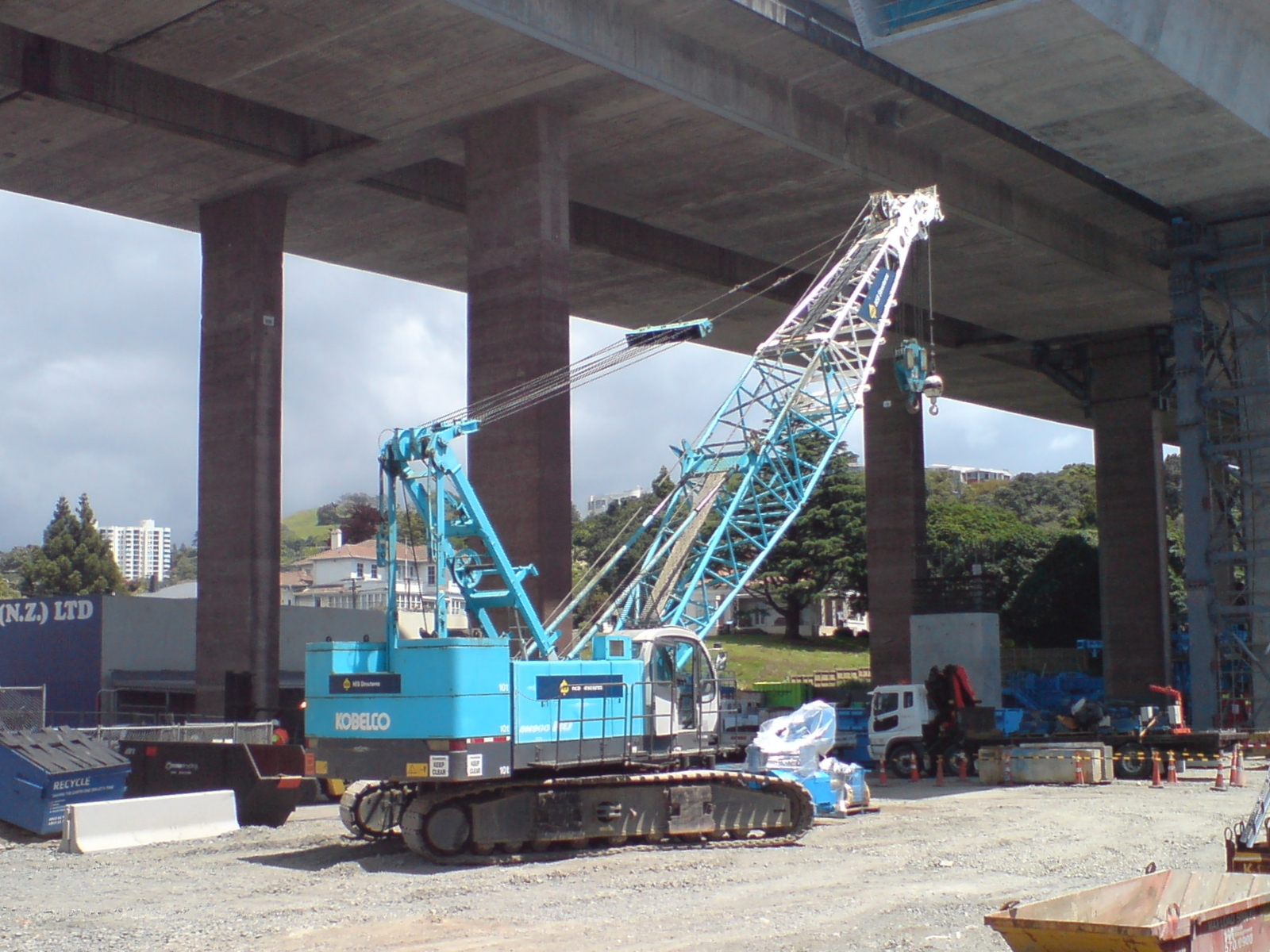
Гусеничный кран Kobelco

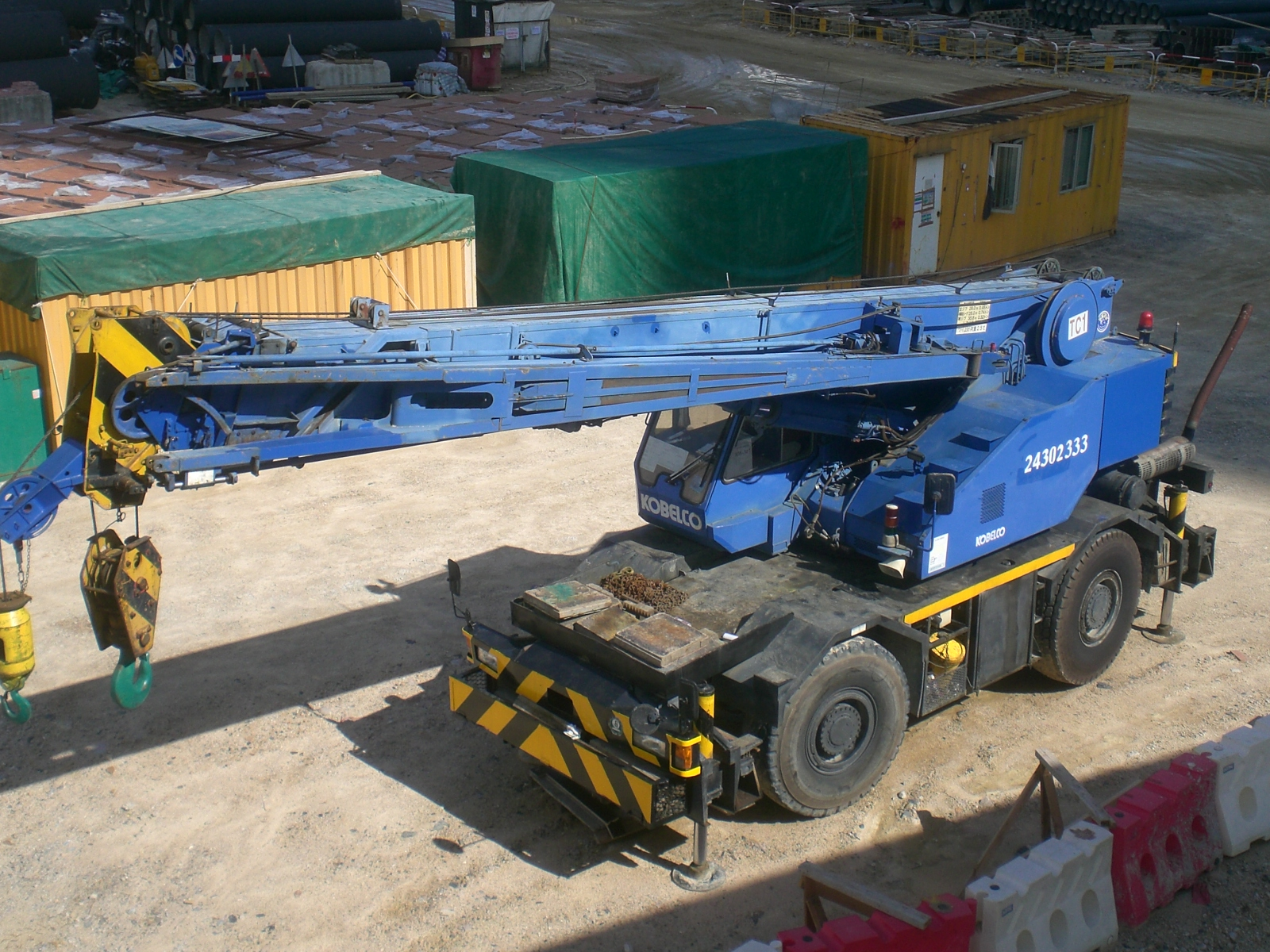
Пневмоколёсный кран Kobelco

История компании начинается с торговой фирмы «Kobe Seikosho», основанной в 1905 году в городе Кобе. Через шесть лет, в 1911 году «Kobe Seikosho» была зарегистрирована в качестве компании «Kobe Steel, Ltd», впоследствии ставшей крупным сталелитейным гигантом.
Свой первый экскаватор, который одновременно стал первой специальной машиной, произведённой в Японии, компания выпустила в 1930 году. Им стал экскаватор для горной промышленности — модель 50K с электрическим приводом. Через несколько лет компанией был выпущен первый драглайн — модель 30К, также на электрическом приводе. После окончания Второй мировой войны, компания стала всё более активно участвовать в разработках строительной и специальной техники. В 1940-х годах она начала серийный выпуск экскаваторов с паровым и механическим приводом, а в 1950-е годы осваивает выпуск первых автомобильных кранов (10KT и 20KT) и свайные молоты.
В 1955 году компания заключила соглашение с Harnischfeger. Согласно этому соглашению, Kobelco получала технологии производства подъёмных кранов. В 1956 году компания налаживает производство плавучих кранов (модель 355KD) и экскаваторов (модель 255A). А через два года, в 1957 году, подразделение компании, выпускавшее специальную технику выделяется в самостоятельный филиал, «Shinko Koji K.K.». В то же время на производственных мощностях филиала осваивается выпуск гусеничных и автомобильных кранов (модели 255A-LC и 255TC).
В 1960-х годах начинает активно развиваться направление по подъёмным кранам. Так, в 1962 году, в городе Акаси на заводе Окубо был открыт центр научных разработок, институт строительной техники. В том же году компания заключила соглашение с французской машиностроительной компанией «Poclain», являвшейся первой по гидравлическим экскаваторам. В последующие 1970-е годы компания начинает выпускать ковшовые погрузчики (серия LK). В те же времена были созданы две дочерние компании — Kai (Хьюстон, США) и Kisco (Сингапур).
В 1980-х годах компания (совместно с американской P&H) поставила крупную партию карьерных экскаваторов в СССР. К концу 80-х подразделение строительных машин компании преобразовано в самостоятельную компанию, Shinko Kobelco Construction Machinery, Ltd.

### Настоящее время

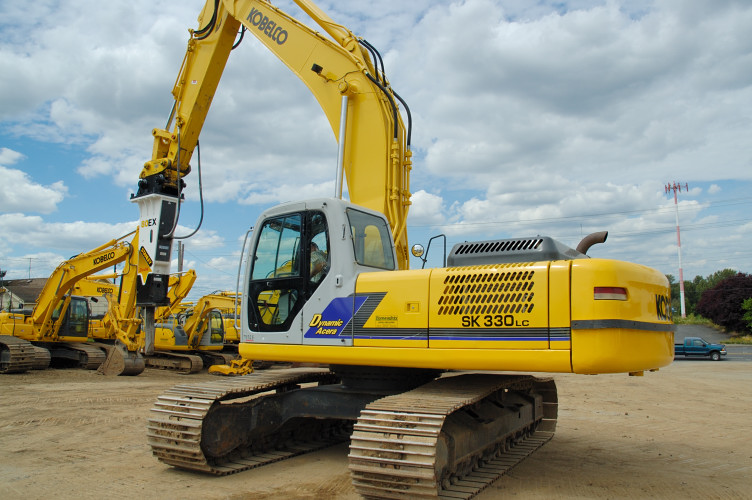
Гусеничный экскаватор SK330LC

В 1996 году компанией в Таиланде была основана дочерняя «Thai Kobelco Construction Machinery Co». Компания была создана для выпуска стальных деталей для экскаваторов. В 2007 году Kobelco приняла решение строить второй завод в Таиланде. По планам, новый завод общей площадью 7,2 тысячи квадратных метров будет ежегодно выпускать 2400 экскаваторов.
В конце 1990-х годов подразделение, выпускающее строительные машины, снова было реорганизовано — в дочернюю независимую «Kobelco Construction Machinery Co». А в 2001 году компания подписывает генеральное соглашение «о глобальном альянсе в производстве строительных машин» с голландской фирмой CNH Global. Последняя входит в Fiat Group. Согласно подписанному соглашению, техника выпускается под брендом «Fiat Kobelco». Спустя три года, «крановое» подразделение выделяется в самостоятельную компанию, Kobelco Crane Co., Ltd. А со следующего, 2005 года, компания в очередной раз меняет название бренда для выпускаемой техники — на «New Holland Kobelco». В конце 2005 года было подписано соглашение (между японской «Kobelco Construction Machinery, Ltd.» и итальянской «New Holland Kobelco Construction Machinery, S.p.A.») о поставках техники в РФ.
В 2010 году Kobelco заключила двусторонние соглашения с американской компанией Manitowoc Cranes. Согласно этим соглашениям, в Северной Америке и Европе краны на гусеничном ходу производства Kobelco продаются под брендом Manitowoc, а вездеходные краны Grove в Японии продаёт Kobelco. В июне 2011 года, в пригороде Хиросимы, компанией был заложен ещё один завод — общей площадью 35 тысяч квадратных метров. Пуск завода ожидается к маю текущего года. Стоимость строительства производства — свыше 250 млн долларов.
А в октябре 2011 года компания должна была открыть новый завод по выпуску кранов на гусеничном ходу в Индии, в городе Мадрас. Согласно планам, инвестиции в производственные мощности общей площадью 6,9 тысяч квадратных метров она намерена вложить 11 млн евро.

## Деятельность

### Структура
Техника Kobelco выпускается на заводах, расположенных в трёх странах: в Японии, Китае и Таиланде. Основной завод компании находится в Японии (в Хиросиме, в Огаки). В Китае у Kobelco с местным производителем строительной техники Sichuan Chengdu Chenggong Construction Machinery Co., Ltd. открыто совместное предприятие, Chengdu Kobelco Cranes Co., Ltd. Также имеется совместное предприятие, открытое на базе индийского филиала, Kobelco Cranes India Pvt. Ltd.

### Руководство и собственники
- Президент и CEO Kobelco Construction Machinery, Япония — Сигето Котани[8].
- Президент и CEO Kobelco America — Терри Шихан.
- Управляющий директор и CEO Kobelco Construction Equipment India — Викрам Шарма[9].

### Показатели деятельности
В 2009 году подразделение Kobelco Cranes реализовала 270 единиц кранов, а в первой половине следующего — 240.